# ハブ・アンド・スポーク

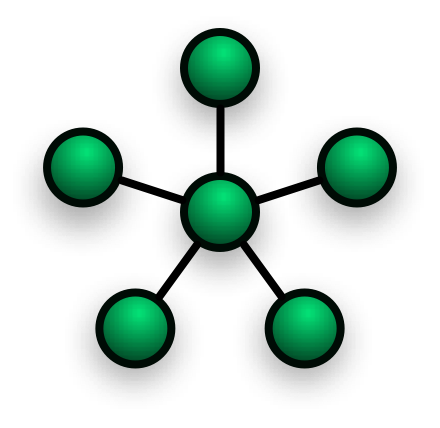
中央のハブとスポークの先に繋がった其々の拠点（ノード）が結ばれるネットワーク・トポロジー

ハブ・アンド・スポーク（英語:Hub and Spoke）は、物流や情報技術分野で使用される用語（概念）。

## 概要
設計したい空間にどのように材料を配置すれば最適な構造となるのかを提案する手法「トポロジー最適化」を用いた交通計画である。中央の拠点となる「ハブ」とそこから伸びる「スポーク（ノード）」によって構成され経路の整理を行う。また、1970年代、拠点から拠点へ直接向かう乗客と貨物の主要輸送方法をモデル化した「ポイント＝トゥ＝ポイント（PtoP）」とは対義関係となり頻繁に比較される。
これまで運輸業界ではPtoPが一般的であったが、技術の進歩によりロジスティクス部門の速さと費用対効果を上げるため業界の取り組みが開始されている。1955年デルタ航空によってスポークハブ分布モデルが開拓されたことで運輸業界に革命を齎し、1970年代初頭、フェデックス・エクスプレスによってその価値が証明されている。アメリカで1978年に制定された航空規制緩和法以降、航空会社が軒並みこのモデルを採用した運行を開始しており、大手航空会社では複数のハブが設置され、今日においても航空業界では一般的に採用され、中央集権化された「ハブ空港」からスポークにあたる地方空港に対しての運行が行われており、このモデルによって航空業界はリソースの効率化によって急速な成長を遂げている。海運業界もこのモデルを採用し効率化を図ったことで配送の速度が上がり、コスト削減に成功している。また、同時期に進められたのがトレーサビリティの確立であり、それまでPtoPモデルでは特定の場所から発送された貨物を探し出すにはあまりに多くの路線があることで捜索に多大な労力が必要となっており、発地と着地双方で大規模な調整が必要となる上、関連する人員配置と設備投資を行わなければならなかったが、貨物の追跡が行える様になったことでハブ・アンド・スポークモデルでは特定のスポークのみ監視することで解決される。
1970年代後半には電気通信分野や情報技術分野で採用されており、スター・ネットワークのネットワーク・トポロジーと呼ばれる。また、名称は車輪の中心（ハブ）からタイヤに向かうスポークに似ていることから名付けられた。
国土交通省は、物流パイロット事業として、ラオス・サワンナケート県を中心としたメコン地域でのハブ・アンド・スポーク実証実験を日新に委託して実施している。
この他、軍事部門でアメリカをハブ、日本・台湾・韓国をスポークとして見立てた軍事同盟ネットワークを指した「サンフランシスコ・システム」があり、これはハブとスポークの繋がりは強いが、スポーク同士の繋がりが弱いためこう呼称される。

## 利点と欠点

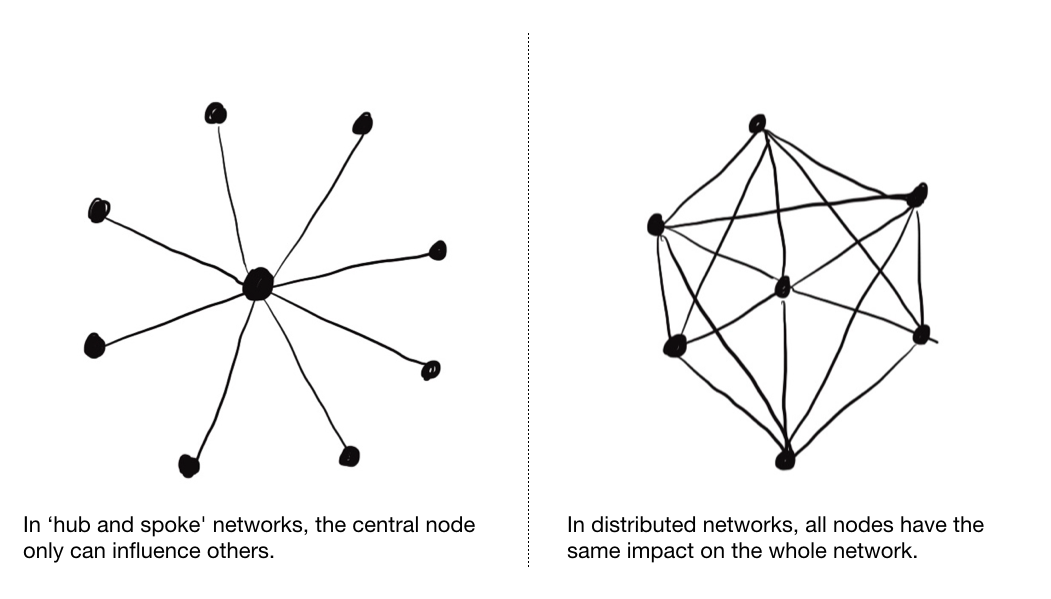
左のハブを中心にした8本に対し、6拠点をPtoPで結ぶと36本必要になる

アメリカ国内でのハブ・アンド・スポーク路線を示した図

### 利点
ハブ・アンド・スポークはPtoPモデルと比較して、総輸送距離が短くなり必要となるルートの数が少なくて済む。
最終的な行き先に関わらず一度ハブを経由させることで積載効率が上がり需要の安定化が図れる。
パッケージの並び替えや会計など複雑な作業もハブに集約することで規模の経済に繋がる。支点の操作は簡単であり、新規ルートを簡単に作成することが可能である。なお、一例として2点間をPtoPで結び一日に運行できる本数が1本だった場合、ハブから2点間を結んだ場合には倍の4本の運行が可能となる。

### 欠点
このモデルは一元化されているため日常の運行において比較的柔軟性が無く、ハブの変更は単一のルートであってもネットワーク全体に予期しない影響を及ぼす可能性があり、ハブとスポーク間で発生する一時的な需要増に対応することが難しい。ハブでは交通が輻輳し、貨物の積み替えによるボトルネックや単一障害点を造り出し、ネットワーク全体の容量はハブの容量によって決定される。ハブでの遅延などはネットワーク全体の遅延を生み出す可能性に繋がる。
この他、拠点から拠点に移動するのに必ずハブを通過する必要があるため乗り換えが必要となる上、移動時間も長くなり、障害が発生することで更に長時間拘束される結果に繋がる。

## 採用例
地方の路線バスは人口減少（少子高齢化）により利用者の減少が顕著であり、2021年4月に熊本市で市内のバス会社5社による市内から郊外へ向けたハブ・アンド・スポークモデルを採用した共同運行を全国に先駆け導入した。
長崎市の長崎自動車と長崎県交通局では競合する路線バスのハブ・アンド・スポークモデルを採用した共同経営に向けた協議を開始している。路線バスは競合する企業との間で路線調整や運賃協定を定めることは独占禁止法によって禁じられているため、独禁法特例法の適用が条件となる。長崎市は2013年と2018年を比較し人口は4.5%減っており、路線バス利用者は3倍近い12%の減少となったことで長崎バスは10億円、県営バスは6億円の赤字を計上しており、経営状況が厳しく存続が危ぶまれたため共同運行に向けた協議が開始された。なお、このモデルを4路線で採用した熊本では利用減少率は路線全体と同程度を記録しているが、実車走行キロ（実際に人を乗せて運行した走行キロ数）が6.0ポイント上回っており、共同運行による減便効果も併せ収益性が改善された。
JR四国は、2025年3月のダイヤ改正で、徳島駅において、ハブ・アンド・スポークの形のダイヤを構築、強化した。
徳島地区でパターンダイヤ化をおし進め、 ハブの徳島駅において一定時間内に集中して各線の列車が着発して総合的に乗り換えが便利になる「タクトダイヤ」の時間帯が10～19時の間に拡大される。
各方面からの到着が毎時15分と45分前後、各方面への出発が毎時22分と52分前後に揃えられている。